# Peter Nansen
Pour les articles homonymes, voir Nansen.

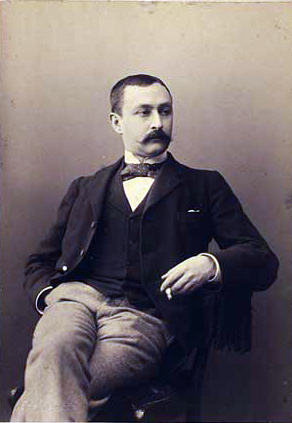
Peter Nansen en 1898.

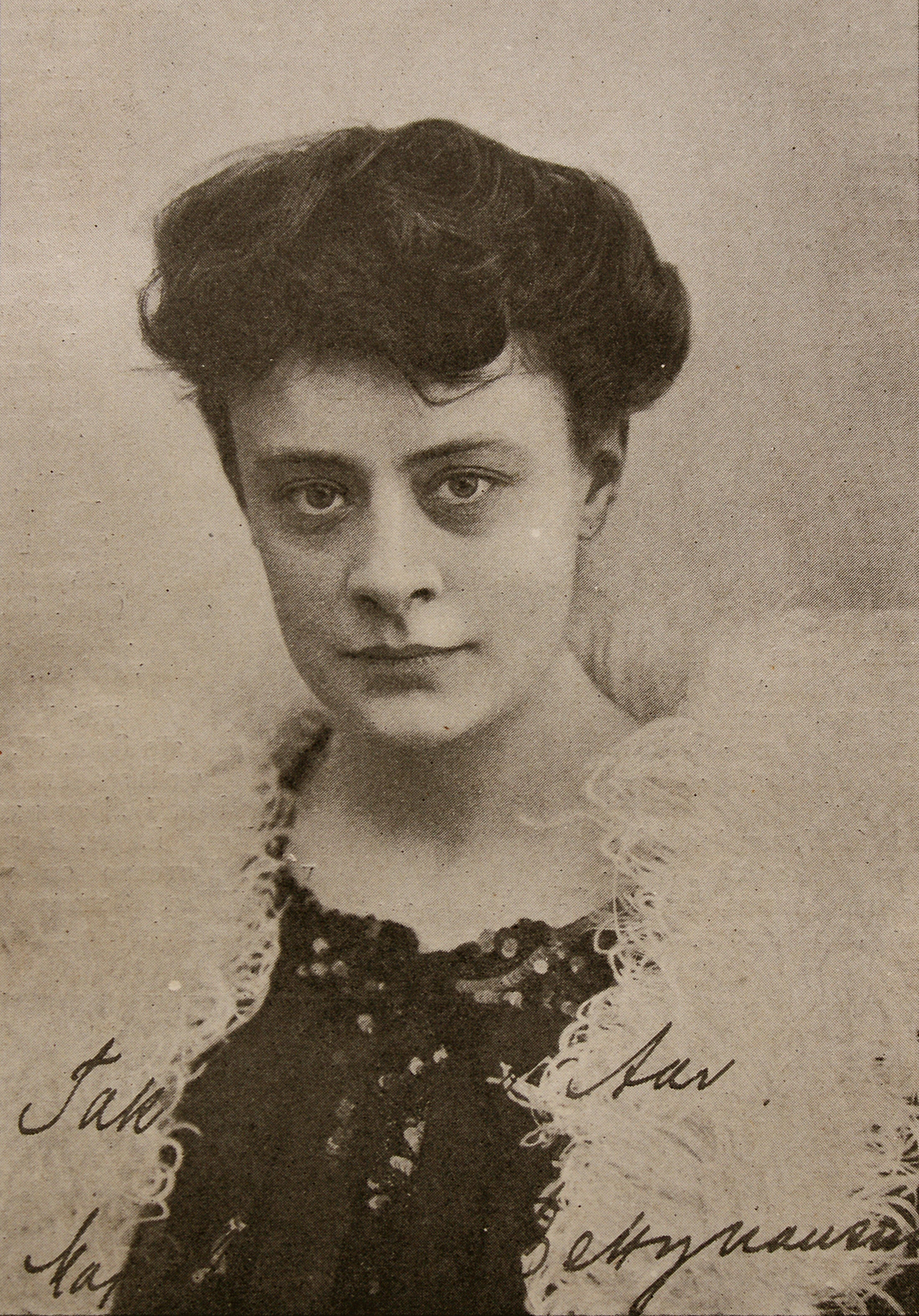
Betty Nansen, épouse de Peter Nansen.

Peter Nansen (né le 20 janvier 1861 à Copenhague; mort le 31 juillet 1918  à Mariager) est un romancier, journaliste et éditeur danois.

## Biographie
Peter Nansen est essentiellement connu pour Le Journal de Julie, Marie et La Paix de Dieu, qui constituent une trilogie, Le Livre de l'Amour, particulièrement Marie, qui fut illustré par Pierre Bonnard dans La Revue blanche en 1897 et très apprécié par Auguste Renoir.
Peter Nansen travaille pendant 20 ans pour la maison d'édition Gyldendal où il aurait dit à Sigrid Undset de ne plus écrire de romans historiques, car elle n'avait aucun talent pour cela.
Sa seconde épouse est l'actrice Betty Nansen.
Il aurait été très influencé par le critique Georg Brandes.

## Source de la traduction
- (en) Cet article est partiellement ou en totalité issu de l’article de Wikipédia en anglais intitulé « Peter Nansen » (voir la liste des auteurs).